# Tetramopria
Tetramopria is een geslacht van vliesvleugelige insecten uit de familie Diapriidae.

## Soorten
- T. aurocincta Wasmann, 1899
- T. cincticollis Wasmann, 1899